# Eddisbury Hillfort

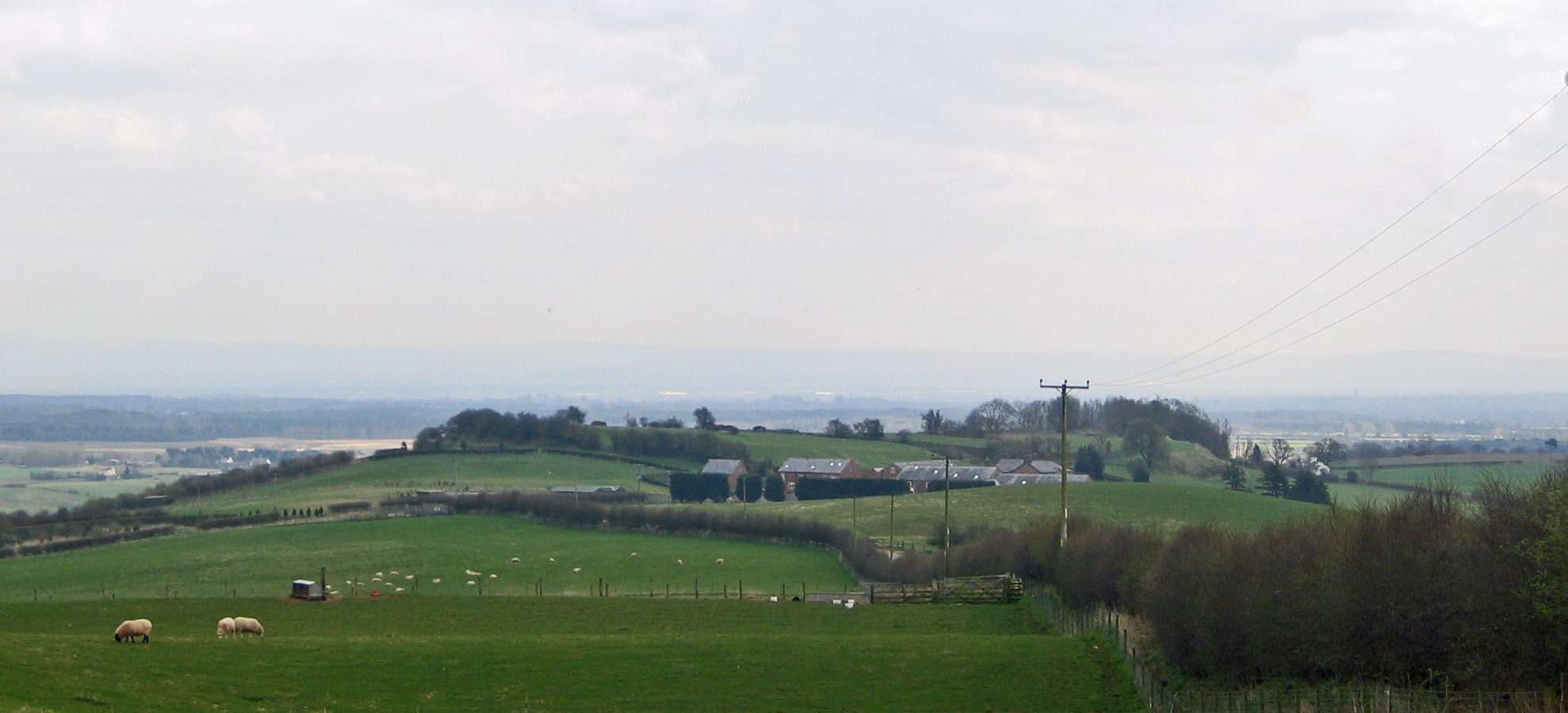
Hillfort von Eddisbury

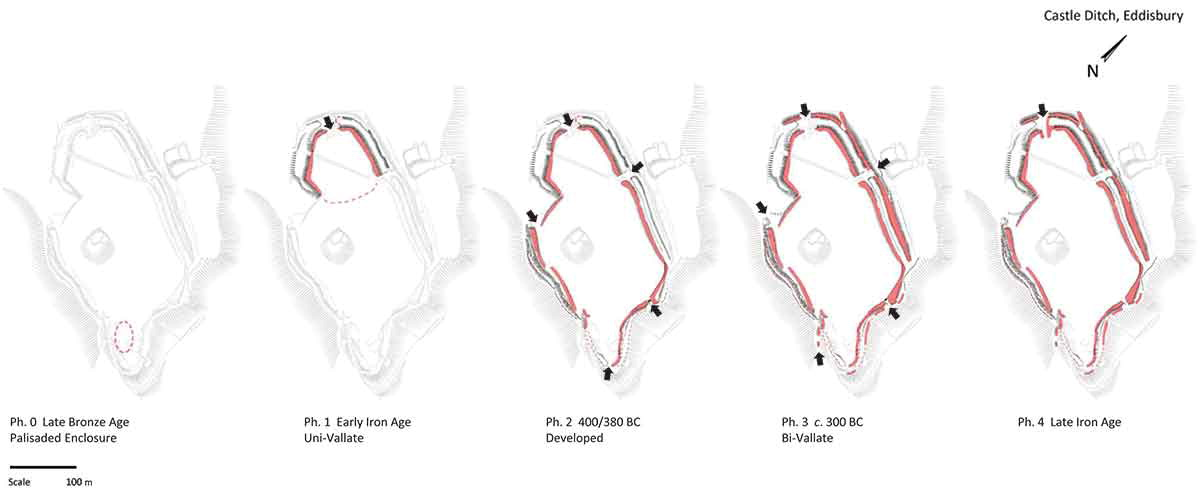

Eddisbury Hillfort (auch Castle Ditch Eddisbury genannt) ist das größte und komplexeste der sieben Hillforts in Cheshire in England. Es liegt auf dem Eddisbury Hill im Weiler Delamere westlich von Sandiway.
Eddisbury Hillfort wurde in der Eisenzeit zwischen 200 und 100 v. Chr. erbaut und zwischen 0 und 50 n. Chr. erweitert. Vor 250 v. Chr. wurde auf dem Hügel bereits eine Palisade errichtet. Im 1. Jahrhundert n. Chr. zerstörten die Römer die Anlage.
Eddisbury Hillfort folgt den Konturen des Hügels und misst etwa 200 × 380 m. Es ist von zwei Wällen mit einem Graben dazwischen umgeben. Der Graben ist etwa 10,0 m breit und 0,5 m tief. Es gibt Hinweise auf bronzezeitliche Aktivitäten auf dem Hügel.
Eddisbury hat archäologisch zwei Phasen durchgemacht. In der ersten wurde der Ort von einem einzigen Wall und Graben umgeben. Diese Form wird als „univallate“ (einfachumwallt) bezeichnet. Die einfache Umbauung konzentrierte sich auf den östlichen Teil. Während der zweiten Phase belegt das Fort den gesamten Hügel und die Befestigung wurde durch zusätzliche Wälle und Gräben verstärkt. Das Hillfort vergrößerte sich von 2,2 auf 2,8 ha und das umwallte Gebiet umfasste mit über sechs Hektar, etwa 2,5 mehr als zuvor. Die Expansionsphase wurde auf 0–50 n. Chr. datiert.
Der Hügel wurde vom 6. bis 8. Jahrhundert n. Chr. erneut besetzt und etwa 914 n. Chr. wurde eine angelsächsische Burg auf dem Eddisbury Hill errichtet. In der mittelalterlichen und nachmittelalterlichen Zeit haben ein Steinbruch und die Landwirtschaft das Gelände beschädigt.

## Kontext
Es gibt in England mehr als 1300 Hillforts. Sie konzentrieren sie sich im Süden des Landes, nur sieben liegen in Cheshire. Eddisbury liegt, wie alle Bergfestungen in Cheshire, auf einem Teil des zentralen Grats, der von Norden nach Süden durch die Grafschaft verläuft.